# Max-Planck-Institut für Rechtsgeschichte und Rechtstheorie
Das Max-Planck-Institut für Rechtsgeschichte und Rechtstheorie (mpilhlt) in Frankfurt am Main ist eines von derzeit 86 Instituten der Max-Planck-Gesellschaft (MPG). Seit seiner Gründung im Jahr 1964 erforschen dort Wissenschaftler die Grundlagen zur Geschichte des Rechts in und jenseits von Europa. Bis zum 31. Dezember 2020 hieß es Max-Planck-Institut für europäische Rechtsgeschichte (MPIeR).

## Geschichte

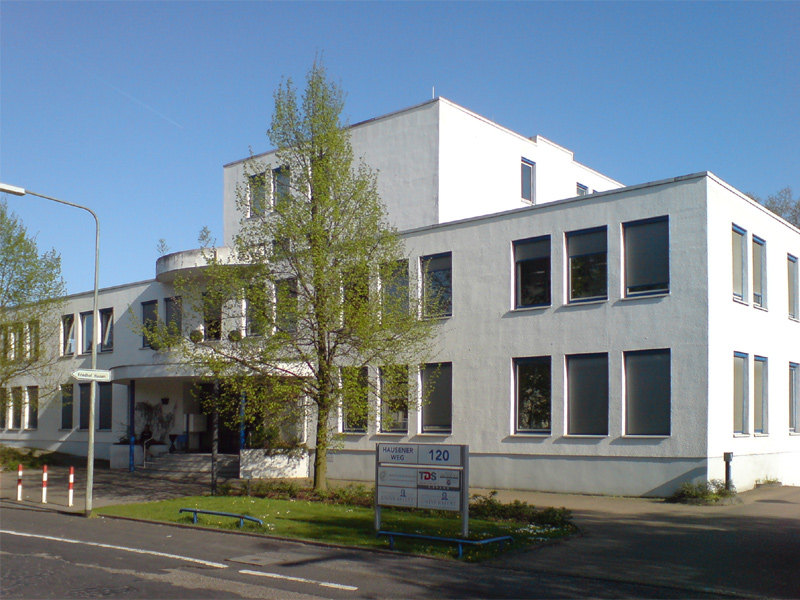
Ehemaliger Sitz des MPIER im Hausener Weg 120 (2007)

Der Gründungsdirektor des Max-Planck-Instituts für europäische Rechtsgeschichte war Helmut Coing (1964–1979). Ihm folgten ins Direktorium Dieter Simon (1980–2001), Walter Wilhelm (1980–1987), Michael Stolleis (1991–2006) und Marie Theres Fögen (2001–2008). Nach seiner Emeritierung 2006 übernahm Michael Stolleis im September 2007 erneut die kommissarische Leitung des Instituts.
Im Jahr 2009 wurde Thomas Duve zum Direktor berufen. Im Oktober 2015 erfolgte eine weitere Berufung mit Stefan Vogenauer.
Zum 1. September 2020 trat Marietta Auer als Direktorin in das Kollegium ein und leitet seitdem eine dritte Abteilung für Rechtstheorie. Zur Jahreswende 2020/2021 wurde das Institut umbenannt und trägt seitdem den Namen Max-Planck-Institut für Rechtsgeschichte und Rechtstheorie.
Wissenschaftliche Mitglieder der MPG waren zu Anfang des Jahres 2021: Marietta Auer, Thomas Duve, Dieter Simon, Michael Stolleis und Stefan Vogenauer.
Seit 2013 befindet sich das Institut in einem Neubau, am Rande des Campus Westend der Goethe-Universität Frankfurt an der Hansaallee. Der vorherige Sitz war in Frankfurt-Hausen im Hausener Weg 120 ⊙, wo es mit der Goethe-Universität zusammen in einem Gebäude untergebracht war.

## Forschung
Unter Helmut Coing lagen die Forschungsschwerpunkte zunächst auf der europäischen Privatrechtsgeschichte und ihren Bezügen zur Wirtschaftsgeschichte. Dieter Simon, Walter Wilhelm, Michael Stolleis und Marie Theres Fögen ergänzten die Arbeiten sukzessive um Rechtstheorie und Rechtssoziologie, um die Geschichte des Öffentlichen Rechts, des Völkerrechts, des Strafrechts, des Rechts des modernen Osteuropas und der europäischen Diktaturen des 20. Jahrhunderts. Heute akzentuieren Thomas Duve und Stefan Vogenauer den transnationalen Ansatz der europäischen Rechtsgeschichte mit globalhistorischen und rechtsvergleichenden Themenstellungen.
In nunmehr zwei Forschungsabteilungen begründen sich die zahlreichen individuellen Forschungsprojekte des Instituts. Ganz unterschiedliche Epochen und Themen betreffend bündeln sie sich in einem guten Dutzend abteilungsübergreifender Forschungsfelder. Zu diesen zählen: Rechtshistoriographie, Quellen, Privatrechtsgeschichte, Strafrechtsgeschichte und historische Kriminalitätsforschung in Europa, Kirchliche Rechtsgeschichte zwischen Spätmittelalter und Moderne, Regelungsregime, Geschichte der juristischen Methoden und Praktiken, Rechtsgeschichte der Europäischen Union, Rechtstransfer im common law, Rechtsgeschichte Ibero-Amerikas, Recht als Zivilisationsfaktor im ersten Jahrtausend, Rechtsgeschichte der Schule von Salamanca sowie Regierung der Universalkirche nach dem Konzil von Trient. Vier Forschungsschwerpunkte ermöglichen darüber hinaus, integrative Fragestellungen an die einzelnen Forschungsprojekte und -felder zu formulieren. Multinormativität, Translation, Rechtsräume und Konfliktregulierung, diese vier Forschungsschwerpunkte bieten Schnittstellen zu benachbarten Disziplinen wie den Sozial- und Rechtswissenschaften.
Vorhandene Kompetenzbereiche sind: Privatrechtsgeschichte der Neuzeit, Gute Policey und Policeywissenschaft, Wissenschaftsgeschichte des öffentlichen Rechts, Vermittlung und Repräsentation von Recht in (Bild-)Medien, Wissenschaftliche Kommunikation im 19. Jahrhundert, Recht in der industriellen Revolution, Rechtskulturen des modernen Osteuropa. Traditionen und Transfers, Das Europa der Diktatur: Wirtschaftskontrolle und Recht, Erschließung der rechtsarchäologischen Bildersammlung Karl Frölich und Völkerrechtsgeschichte.

## Ausstattung
Der interdisziplinäre Forschungsansatz, die umfangreiche institutseigene Spezialbibliothek, die Publikationen und die interinstitutionelle wie internationale Vernetzung des MPI für Rechtsgeschichte und Rechtstheorie bieten weltweit einmalige Arbeitsbedingungen für die rechtshistorische Forschung und angrenzende Disziplinen. All dies hat das Institut über die letzten 50 Jahre zu einem Referenzpunkt der weltweiten scientific community werden lassen, die über die Vergangenheit und Gegenwart unserer nationalen und transnationalen Rechtsordnungen forscht.
Die Zusammenarbeit mit der Goethe-Universität in der Wissenschaftsregion Rhein-Main spielt dabei eine wichtige Rolle. Durch Kooperationen, etwa im ehemaligen Exzellenzcluster „Die Herausbildung normativer Ordnungen“ oder dem LOEWE-Schwerpunkt „Gerichtliche und außergerichtliche Konfliktlösungen“, tragen Universität und Max-Planck-Institut nachhaltig dazu bei, den Standort Frankfurt am Main als Ort der Normativitätswissenschaft zu profilieren. So ist es dem Max-Planck-Institut für europäische Rechtsgeschichte und der Goethe-Universität schließlich auch gelungen, das Forschungsprojekt „Die Schule von Salamanca“ als Langzeitvorhaben der Akademie der Wissenschaften und der Literatur Mainz zu etablieren und damit rechtshistorische und philosophische Perspektiven in der Forschungsarbeit miteinander zu verbinden.

## Bibliothek
Die Bibliothek des Instituts zählte im Jahr 1967 einen Bestand von 22.928 Bänden. 1991 waren es 160.000 Bände, und es gab 550 laufende Meter Periodika, davon 13.000 Drucke und 50.000 juristische Dissertationen, jeweils aus dem 16.–18. Jahrhundert. Der gedruckte Bestandskatalog 1981–1992 umfasste damals 14 Bände. 1997 begann die Retrodigitalisierung der 4.000 deutschsprachigen Privat- und Zivilprozessrechtsquellen des 19. Jahrhunderts aus eigenem Bestand, die von der Deutschen Forschungsgemeinschaft gefördert wurde. Beim Umzug in das neue Gebäude in der Hansaallee hatte die Bibliothek im Jahr 2013 einen Bestand von 420.000 Medieneinheiten.
Im Jahr 2025 zählte die Institutsbibliothek mit 39 Arbeitsplätzen und über 510.000 gedruckten Medieneinheiten zu den großen Forschungsbibliotheken unter den Rechtsbibliotheken in Deutschland. Gesammelt werden Quellen und Sekundärliteratur zur Entwicklung des Rechts in Europa, in Lateinamerika sowie in Staaten des Britischen Commonwealth, jeweils einschließlich der angrenzenden geistes- und sozialwissenschaftlichen Disziplinen. Daneben gibt es umfangreiche Sammlungen mit juristischen Dissertationen des 16.–18. Jahrhunderts, des 20. Jahrhunderts sowie von verfilmten mittelalterlichen Handschriften und von Juristennachlässen, die teils erworben, teils leihweise bereitgestellt wurden.

## Publikationen

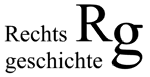
Logo der Zeitschrift Rechtsgeschichte – Legal History (Rg)

Rechtsgeschichte – Legal History (Rg), eine Zeitschrift des MPI für Rechtsgeschichte und Rechtstheorie, erscheint seit 2002 in gedruckter Form im Verlag Vittorio Klostermann. Seit 2012 wird sie parallel online im Open Access publiziert. Vorläufer der „Rg“ waren die Zeitschriften Ius Commune – Zeitschrift für Europäische Rechtsgeschichte (1967–2001, Vittorio Klostermann) und das Rechtshistorische Journal (1982–2001, Verlag der Löwenklau Gesellschaft e. V.).
In der institutseigenen Research Paper Series im Social Science Research Network (SSRN) werden Forschungsergebnisse aus den Institutsprojekten als working paper, pre-print und post-print online frei zugänglich veröffentlicht.
Darüber hinaus publiziert das MPI vier Schriftenreihen, darunter die Studien zur europäischen Rechtsgeschichte, die Rechtsprechung. Materialien und Studien, die Studien zu Policey und Policeywissenschaft und die Studien zur Geschichte des Völkerrechts.

## Organisation
Das Max-Planck-Institut für Rechtsgeschichte und Rechtstheorie besteht aktuell aus drei Forschungsabteilungen unter Leitung von Stefan Vogenauer (Abteilung I, europäische und vergleichende Rechtsgeschichte), Thomas Duve (Abteilung II, historische Normativitätsregime) und Marietta Auer (Abteilung III, multidisziplinäre Rechtstheorie). Die Aufgabe des Geschäftsführenden Direktors wechselt turnusmäßig. Am Institut arbeiten außerdem die Max-Planck-Forschungsgruppe von Benedetta Albani zum Thema „Die Regierung der Universalkirche nach dem Konzil von Trient“ und die Forschungsgruppe von Lena Foljanty zum Thema „Translations and Transitions – Legal Practice in 19th Century Japan, China, and the Ottoman Empire“. Freunde und Förderer des Instituts haben sich 2003 zum Verein „Freunde des Frankfurter Max-Planck-Instituts für europäische Rechtsgeschichte e. V.“ mit Sitz in Frankfurt am Main zusammengeschlossen.
Gezielten Service für die Wissenschaft bieten die Verwaltung (Leitung: Carola Schurzmann), die Bibliothek (Leitung: Ian Hillesheim), die Redaktion (Leitung: Otto Danwerth) und das IT-Management (Leitung: Jörn Hawliczek). Stefanie Rüther koordiniert die verschiedenen Aufgaben im Bereich der Forschung.